# Distretto di Beitou
Il distretto di Beitou (cinese tradizionale: 北投區; mandarino pinyin: Běitóu Qū) è un distretto di Taipei. Ha una superficie di 56,82 km² e una popolazione di 254.718 abitanti al 2013.